# クリアブラケット
クリアブラケットは、透明度が高いコンポジットレジンのブラケット（矯正装置）である。ブラケット構造をトンネル型にし、歯を矯正するワイヤーが流動的に。修正が進む歯の動きに対応が可能になった。

## 沿革
デンツプライ三金により1995年に開発された。